# Boqueirão (acidente geográfico)
Boqueirão é um acidente geográfico. Segundo o Dicionário Aurélio, boqueirão é a abertura numa encosta marítima, rio ou canal. É uma abertura tipo garganta cavada pelo rio entre duas serras, um vale profundo cavado por um rio, e considerado como um local feito pela natureza para uma barragem.
O muncípio brasileiro de Coremas, no estado do Paraíba, está localizado num profundo boqueirão, no leito do rio Piancó, logo atrás do açude Coremas-Mãe d'Água.